# 롭 데링거
롭 데린저(Robb Derringer, 영어 발음: /ˈdɛrɪndʒər/, 1967년 7월 6일 ~ )는 미국의 배우이다.
팰로앨토에서 태어났다.

## 출연 작품

### 영화
- 볼 돈 라이 (2008, Ball Don't Lie)
- 이매진 댓 (2009)
- 러브, 어게인 (2017)

### 텔레비전
- 베벌리힐스 아이들 (1999)